# زلاتكو كرمبوتيتش
زلاتكو كرمبوتيتش (بالصربية: Златко Крмпотић)‏ (مواليد 7 أغسطس 1958) هو لاعب كرة قدم. يلعب مع منتخب يوغوسلافيا لكرة القدم. سبق له أن لعب في كأس العالم لكرة القدم مع منتخب بلاده.

## روابط خارجية
- زلاتكو كرمبوتيتش على موقع الاتحاد الدولي (مؤرشف)  (الإنجليزية)
- زلاتكو كرمبوتيتش على موقع قاعدة بيانات كرة القدم.إي يو (الإنجليزية)
- زلاتكو كرمبوتيتش على موقع ناشيونال فوتبول تيمز (الإنجليزية)
- زلاتكو كرمبوتيتش على موقع عالم كرة القدم.نت (الإنجليزية)